# Специјална ваздушна служба
Специјална ваздушна служба (енгл. Special Air Service), скраћено SAS, је јединица Британске армије, основана 1941. као пук, да би 1950. реконституисана као корпус. Ова јединица је послужила као модел за стварање многобројних специјалних јединица широм света. Врши велики број функција међу које спадају тајно извиђање, противтерористичка дејства, директна дејства и прикупљање обавештајних података.
Корпус се тренутно састоји од 22. пука Специјалне ваздушне службе (енгл. 22 Special Air Service Regiment), своје сталне компоненте, под оперативном командом Специјалних снага Уједињеног Краљевства (енгл. United Kingdom Special Forces) и резерве коју чине 22. и 23. пук Специјалне ваздушне службе, под оперативном командом 1. Обавештајне, извиђачке и осматрачке бригаде (енгл. 1st Intelligence, Surveillance and Reconnaissance Brigade).